# Gran Premio di Germania 1961
Il Gran Premio di Germania 1961 si è svolto domenica 6 agosto 1961 al Nürburgring. La gara è stata vinta da Stirling Moss su Lotus seguito dai due piloti della Ferrari Wolfgang von Trips e Phil Hill. 

## Qualifiche
| Pos | N° | Pilota                  | Auto            | Squadra                    | Tempo   | Distacco |
| --- | -- | ----------------------- | --------------- | -------------------------- | ------- | -------- |
| 1   | 4  | Phil Hill               | Ferrari         | Scuderia Ferrari SpA SEFAC | 8:55.2  | -        |
| 2   | 1  | Jack Brabham            | Cooper-Climax   | Cooper Car Company         | 9:01.4  | +6.2     |
| 3   | 7  | Stirling Moss           | Lotus-Climax    | RRC Walker Racing Team     | 9:01.7  | +6.5     |
| 4   | 8  | Jo Bonnier              | Porsche         | Porsche System Engineering | 9:04.8  | +9.6     |
| 5   | 3  | Wolfgang von Trips      | Ferrari         | Scuderia Ferrari SpA SEFAC | 9:05.5  | +10.3    |
| 6   | 17 | Graham Hill             | BRM-Climax      | Owen Racing Organisation   | 9:06.4  | +11.2    |
| 7   | 9  | Dan Gurney              | Porsche         | Porsche System Engineering | 9:06.6  | +11.4    |
| 8   | 14 | Jim Clark               | Lotus-Climax    | Team Lotus                 | 9:08.1  | +12.9    |
| 9   | 16 | Tony Brooks             | BRM-Climax      | Owen Racing Organisation   | 9:09.3  | +14.1    |
| 10  | 18 | John Surtees            | Cooper-Climax   | Yeoman Credit Racing Team  | 9:11.2  | +16.0    |
| 11  | 11 | Hans Herrmann           | Porsche         | Porsche System Engineering | 9:12.7  | +17.5    |
| 12  | 2  | Bruce McLaren           | Cooper-Climax   | Cooper Car Company         | 9:13.0  | +17.8    |
| 13  | 6  | Willy Mairesse          | Ferrari         | Scuderia Ferrari SpA SEFAC | 9:15.9  | +20.7    |
| 14  | 5  | Richie Ginther          | Ferrari         | Scuderia Ferrari SpA SEFAC | 9:16.6  | +21.4    |
| 15  | 19 | Roy Salvadori           | Cooper-Climax   | Yeoman Credit Racing Team  | 9:22.0  | +26.8    |
| 16  | 15 | Innes Ireland           | Lotus-Climax    | Team Lotus                 | 9:22.9  | +27.7    |
| 17  | 31 | Carel Godin de Beaufort | Porsche         | Ecurie Maarsbergen         | 9:28.4  | +33.2    |
| 18  | 28 | Jackie Lewis            | Cooper-Climax   | H&L Motors                 | 9:31.4  | +36.2    |
| 19  | 32 | Lorenzo Bandini         | Cooper-Maserati | Scuderia Centro Sud        | 9:35.4  | +40.2    |
| 20  | 37 | Tony Marsh              | Lotus-Climax    | Privato                    | 9:37.7  | +42.5    |
| 21  | 20 | Maurice Trintignant     | Cooper-Maserati | Scuderia Serenissima       | 9:38.5  | +43.3    |
| 22  | 33 | Tony Maggs              | Lotus-Climax    | Louise Bryden-Brown        | 9:45.5  | +50.3    |
| 23  | 26 | Wolfgang Seidel         | Lotus-Climax    | Scuderia Colonia           | 9:59.9  | +64.7    |
| 24  | 30 | Ian Burgess             | Cooper-Climax   | Camoradi International     | 10:01.4 | +66.2    |
| 25  | 27 | Gerry Ashmore           | Lotus-Climax    | Privato                    | 10:06.0 | +70.8    |
| 26  | 38 | Bernard Collomb         | Cooper-Climax   | Privato                    | 10:23.0 | +87.8    |
| 27  | 25 | Michael May             | Lotus-Climax    | Scuderia Colonia           | 10:37.5 | +102.3   |
| WD  | 10 | Edgar Barth             | Porsche         | Porsche KG                 |         |          |
| WD  | 12 | Masten Gregory          | Cooper-Climax   | Camoradi International     |         |          |
| WD  | 29 | Peter Monteverdi        | MBM-Porsche     | Privato                    |         |          |
| WD  | 34 | Renato Pirocchi         | Cooper-Climax   | Pescara Racing Team        |         |          |
| WD  | 35 | Geoff Duke              | Cooper-Climax   | Fred Tuck Cars             |         |          |
| WD  | 39 | John Campbell-Jones     | Cooper-Climax   | Privato                    |         |          |

## Gara

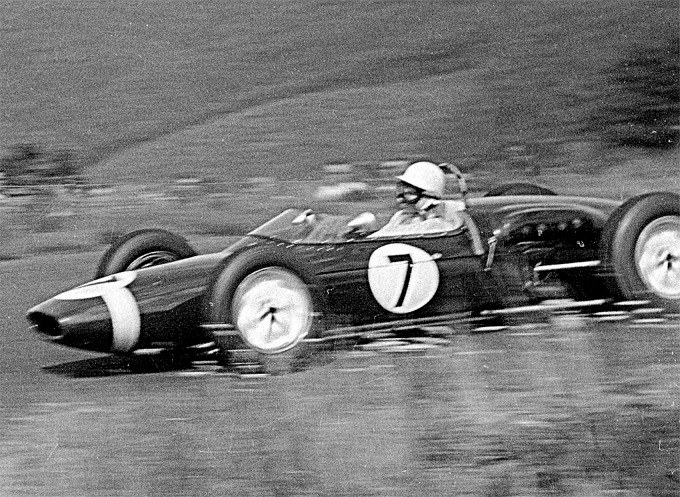
Il vincitore Stirling Moss

Con questa gara, che rappresentava il ritorno della Formula 1 in Germania dopo un anno di assenza e anche la 21ª edizione del Gran Premio d'Europa, venne tagliato il traguardo dei 100 gran premi da quello inaugurale in Gran Bretagna che diede il via al Campionato mondiale di Formula 1.

### Risultati
I risultati del GP sono stati i seguenti:
| Pos | N° | Pilota                  | Costruttore/Motore | Giri | Tempo/Ritiro                  | Griglia | Punti |
| --- | -- | ----------------------- | ------------------ | ---- | ----------------------------- | ------- | ----- |
| 1   | 7  | Stirling Moss           | Lotus-Climax       | 15   | 2:18:12.4                     | 3       | 9     |
| 2   | 3  | Wolfgang von Trips      | Ferrari            | 15   | +21.4                         | 5       | 6     |
| 3   | 4  | Phil Hill               | Ferrari            | 15   | +22.5                         | 1       | 4     |
| 4   | 14 | Jim Clark               | Lotus-Climax       | 15   | +1:17.1                       | 8       | 3     |
| 5   | 18 | John Surtees            | Cooper-Climax      | 15   | +1:53.1                       | 10      | 2     |
| 6   | 2  | Bruce McLaren           | Cooper-Climax      | 15   | +2:41.4                       | 12      | 1     |
| 7   | 9  | Dan Gurney              | Porsche            | 15   | +3:23.1                       | 7       |       |
| 8   | 5  | Richie Ginther          | Ferrari            | 15   | +5:23.1                       | 14      |       |
| 9   | 28 | Jackie Lewis            | Cooper-Climax      | 15   | +5:23.7                       | 18      |       |
| 10  | 19 | Roy Salvadori           | Cooper-Climax      | 15   | +12:11.5                      | 15      |       |
| 11  | 33 | Tony Maggs              | Lotus-Climax       | 14   | +1 giro                       | 22      |       |
| 12  | 30 | Ian Burgess             | Cooper-Climax      | 14   | +1 giro                       | 24      |       |
| 13  | 11 | Hans Herrmann           | Porsche            | 14   | +1 giro                       | 11      |       |
| 14  | 31 | Carel Godin de Beaufort | Porsche            | 14   | +1 giro                       | 17      |       |
| 15  | 37 | Tony Marsh              | Lotus-Climax       | 13   | +2 giri                       | 20      |       |
| 16  | 27 | Gerry Ashmore           | Lotus-Climax       | 13   | +2 giri                       | 25      |       |
| Rit | 6  | Willy Mairesse          | Ferrari            | 13   | Incidente                     | 13      |       |
| Rit | 20 | Maurice Trintignant     | Cooper-Maserati    | 12   | Motore                        | 21      |       |
| NC  | 38 | Bernard Collomb         | Cooper-Climax      | 11   | Non classificato              | 26      |       |
| Rit | 32 | Lorenzo Bandini         | Cooper-Maserati    | 10   | Motore                        | 19      |       |
| Rit | 16 | Tony Brooks             | BRM-Climax         | 6    | Motore                        | 9       |       |
| Rit | 8  | Jo Bonnier              | Porsche            | 5    | Motore                        | 4       |       |
| Rit | 26 | Wolfgang Seidel         | Lotus-Climax       | 3    | Sterzo                        | 23      |       |
| Rit | 17 | Graham Hill             | BRM-Climax         | 1    | Incidente                     | 6       |       |
| Rit | 15 | Innes Ireland           | Lotus-Climax       | 1    | Fuoco                         | 16      |       |
| Rit | 1  | Jack Brabham            | Cooper-Climax      | 0    | Incidente                     | 2       |       |
| DNS | 25 | Michael May             | Lotus-Climax       |      | Incidente                     | 27      |       |
| WD  | 10 | Edgar Barth             | Porsche            |      | Troppo lento                  |         |       |
| WD  | 12 | Masten Gregory          | Cooper-Climax      |      | Vettura utilizzata da Burgess |         |       |
| WD  | 29 | Peter Monteverdi        | MBM-Porsche        |      |                               |         |       |
| WD  | 34 | Renato Pirocchi         | Cooper-Climax      |      |                               |         |       |
| WD  | 35 | Geoff Duke              | Cooper-Climax      |      | Vettura non pronta            |         |       |
| WD  | 39 | John Campbell-Jones     | Cooper-Climax      |      |                               |         |       |

## Statistiche

### Piloti
- 16ª e ultima vittoria per Stirling Moss
- 6ª e ultima pole position per Phil Hill
- 6º e ultimo podio per Wolfgang von Trips
- 24º e ultimo podio per Stirling Moss
- 6º e ultimo giro più veloce per Phil Hill
- 1° e unico Gran Premio per Peter Monteverdi e Geoff Duke
- Ultimo Gran Premio per Tony Marsh e Michael May

### Costruttori
- 4° vittoria per la Lotus
- 1° e unico Gran Premio per la MBM

### Motori
- 17ª vittoria per il motore Climax

### Giri al comando
- Stirling Moss (1-15)

## Classifiche Mondiali

### Piloti
| Pos | Pilota             | Punti |
| --- | ------------------ | ----- |
| 1   | Wolfgang von Trips | 33    |
| 2   | Phil Hill          | 29    |
| 3   | Stirling Moss      | 21    |
| 4   | Richie Ginther     | 16    |
| 5   | Jim Clark          | 11    |
| 6   | Dan Gurney         | 9     |
|     | Giancarlo Baghetti | 9     |
| 8   | Jack Brabham       | 4     |
|     | Bruce McLaren      | 4     |
|     | John Surtees       | 4     |
| 11  | Olivier Gendebien  | 3     |
|     | Innes Ireland      | 3     |
| 13  | Jo Bonnier         | 2     |
| 14  | Roy Salvadori      | 1     |
|     | Graham Hill        | 1     |

### Costruttori
| Pos | Team          | Punti   |
| --- | ------------- | ------- |
| 1   | Ferrari       | 38 (44) |
| 2   | Lotus-Climax  | 24      |
| 3   | Porsche       | 11      |
| 4   | Cooper-Climax | 10 (11) |
| 5   | BRM-Climax    | 1       |